# Atentado terrorista da pizzaria Sbarro
O atentado terrorista à pizzaria Sbarro foi uma ataque terrorista palestino em uma pizzaria no centro de Jerusalém, Israel, em 9 de agosto de 2001, no qual 15 civis morreram e 130 foram feridos. No ataque morreu também o turista brasileiro Giora Balash, de 60 anos.

## O ataque
No momento do atentado, o ramo de Jerusalém da rede de pizzarias Sbarro, localizado na esquina das ruas King George e Jaffa em Jerusalém, uma das mais movimentadas passagens de pedestres em Israel. Pouco antes das 14:00,em uma tarde de férias de verão, quando o restaurante estava cheio de clientes e o tráfego de pedestres na rua em seu auge, um terrorista suicida que carregava um violão contendo o explosivo ou vestindo um cinto explosivo de 5 a 10 kg, contendo em seu interior também pregos, porcas e parafusos, detonou sua bomba. Quinze pessoas foram mortas no ataque, sete delas crianças, e 130 ficaram feridas. Entre os mortos estava uma família de cinco pessoas (dois adultos e três crianças). O número de mortos provavelmente teria sido muito maior, caso o edifício não tivesse sido pouco tempo antes do ataque restaurado para melhorar a sua integridade estrutural.

## Responsáveis
Tanto o Hamas como o Jihad Islâmica inicialmente reivindicaram a responsabilidade pelo atentado terrorista O Hamas alegou que o ataque foi em resposta ao assassinato de terroristas palestinos, incluindo dois comandantes do Hamas em Nablus, Jamal Mansour e Omar Mansour, dez dias antes.
Vários membros do Hamas foram posteriormente capturados pelas autoridades israelenses e julgados.
O terrorista suicida, que morreu durante a realização do ataque foi mais tarde identificado como Izz al-Din al-Masri Suheil da vila Palestina de Aqabah na Cisjordânia. Izz al-Masri tinha 22 anos na época e era filho de um proprietário de um restaurante de sucesso e de uma rica família proprietária de terras. Ele foi escoltado até o restaurante por Ahlam Tamimi, uma jornalista e estudante universitária palestina do sexo feminino, que havia se disfarçado como uma turista judia para a ocasião. Ahlam Tamimi foi condenada a 16 prisões perpétuas. Mais tarde ela comentou que "Eu não estou arrependida pelo que fiz" e não reconhece a existência de Israel. A pessoa que construiu os explosivos foi um homem chamado Abdallah Barghouti. Por sua parte neste e em uma série de outros ataques, nos quais 66 civis foram mortos, foi condenado a 67 penas de prisão perpétua em 30 de novembro 2004.

## Exibição em honra ao atentado em universidade palestina
Após o atentado suicida, estudantes universitários palestinos da An-Najah University na cidade Nablus, na Cisjordânia,  criaram uma exposição que celebra o aniversário de um ano da Segunda Intifada.
A atração principal da exposição do tamanho de uma sala de tamanho representando o bombardeio a Sbarro. A maquete incluia moveis quebrados manchados com sangue e partes do corpo humano falsos, bem como um retrato idealizado do homem-bomba segurando um Alcorão e um rifle automático.
Também integra a mostra um quarto com manequins vestidos como terroristas suicidas carregando fuzis automáticos em uma mão e o Alcorão na outra, e outra de lado manequim vestido para se parecer com um judeu ortodoxo com uma voz gravada citando do Hadith muçulmano o verso "O crente, há um homem judeu atrás de mim. Venha e matá-lo."
A entrada da exposição foi ilustrada com uma pintura de parede ilustrando o bombardeio.
A exposição foi posteriormente encerrada pelo líder palestino Yasser Arafat.

## Vítimas
- Giora Balash, 60, São Paulo, Brasil
- Zvika Golombek, 26, Carmiel, Israel
- Shoshana Yehudit (Judy) Greenbaum, 31,Nova Jersey,  E.U.A.
- Tehila Maoz, 18, Jerusalém, Israel
- Frieda Mendelsohn, 62, Jerusalém
- Michal Raziel, 16, Ramot, Jerusalém
- Chana Malka (Malki) Roth, 15, Ramot, Jerusalém (Memorial ) (originalmente de Melbourne, Austrália)
- Mordechai Schijveschuurder, 43 de Neria, Matte Binyamin
- Tzira Schijveschuurder, 41, Neria
- Ra'aya Schijveschuurder, 14, Neria
- Avraham Yitzhak Schijveschuurder, 4, Neria
- Hemda Schijveschuurder, 2, Neria
- Lily Shimashvili, 33, Jerusalém
- Tamara Shimashvili, 8, Jerusalém
- Yocheved Shoshan, 10, Jerusalém

## Resposta israelense
Em resposta ao ataque, Israel encerrou as atividades o escritório oficial do Exterior palestino em Jerusalém, na Casa do Oriente.